# 成本效益分析
成本效益分析（英語：cost-benefit analysis，簡稱CBA）是一種評估替代方案優缺點的系統方法，用於確定提供實現收益的最佳方法同時保持節約的選項。例如，在交易、活動和功能性業務需求中。 CBA 可用於比較完成或潛在的行動過程。還根據決策、項目或政策的成本估計（或評估）價值。它通常用於商業交易、商業或政策決策（特別是公共政策）和項目投資。例如，美國證券交易委員會在製定法規或取消法規之前必須進行成本收益分析。
CBA 有兩個主要應用：
1. 確定一項投資（或決策）是否合理，確定其收益是否超過成本，以及超過金額之估計。
2. 為比較投資（或決策）提供基礎，將每個選項的總預期成本與其總預期收益進行比較。

CBA 中的收益和成本以貨幣形式表示，並根據貨幣隨時間變化的價值進行調整；隨著時間的推移，所有收益和成本的流動都以其淨現值表示在一個共同的基礎上，無論它們是否發生在不同的時間。其他相關技術包括成本效用分析、風險收益分析（英語：Risk–benefit analysis）、經濟影響分析（英語：Economic impact analysis，縮寫作EIA）、財政影響分析和社會投資回報 (英語：Social return on investment，縮寫作SROI) 分析。
組織經常使用成本效益分析來評估給定政策的可取性。它是對收益和成本的預期平衡的分析，包括對任何替代方案和現狀的說明。相對於其他替代方案，CBA 有助於預測一項政策的收益是否超過其成本（以及超過多少）。這允許根據成本收益比對替代政策進行排序。 一般來說，準確的成本收益分析從功利主義的角度確定了增加福利的選擇。假設 CBA 準確，通過實施成本效益比最低的替代方案來改變現狀可以提高帕累托效率。 儘管 CBA 可以提供最佳替代方案的明智估計，但很難對所有當前和未來的成本和收益進行完美評估；經濟效率和社會福利方面的完美沒有得到保證。
成本收益分析的價值取決於個別成本和收益估計的準確性。比較研究表明，這樣的估計通常是有缺陷的，阻礙了帕累托和卡爾多-希克斯效率的提高。 利益團體可能會試圖在分析中包括（或排除）重大成本以影響其結果。

## 成本效益分析過程示例
運用經濟學概念來做成本效益分析的過程大致如下：
1. 搜集相關數據，例如這間公司手頭上的財政資源和每一個方案的成本等[10];
2. 按照數據同經濟學理論（以及別的相關的知識），列出每一個方案的優點和缺點;
3. 按照數據同經濟學理論（以及別的相關的知識），估計每一個優點會造成的得益和每一個缺點會造成的損失，得益和損失要用某些數位量度，在實際應用上，得失大多是用錢來量度的;
4. 按照匯整後的資訊，估計每一個方案的投資報酬率 （ return on investment;ROI，指純利和成本所成的比例）;
5. 選擇對自己最有利（投資報酬率最高）的方案。

舉個簡單的例子說明：現在有一間工廠的老闆，他在想要不要購買機器人回來協助生產（方案 ） 。按照他對機器人學和工業生產等領域的知識，他知道每部機器人可以生產相當於5個人類工人的成品，並且依此作出以下的分析（搜集數據，再按照數據和相關知識，估算每個方案的得失）：如這間工廠目前有20個工人，每個工人的工資是20,000元一個月，所以每個月這間工廠需要花費400,000元用於雇用工人，而如果不考慮通貨膨脹或者工資上漲等現象的話，這間工廠在未來10年要使用大約48,000,000元來雇用工人（方案1的得失）;相比之下， 如果這間工廠要全面自動化，就要買4部機器人，買一部機器人要花1,000,000元，這個價錢包括了維修的費用，而且用機器人的話，這間工廠要請個機器人專家幫忙，而機器人專家每個月的工資是50,000元，請他請足10年就要花6,000,000元，所以把這間工廠全面自動化的成本= 4,000,000元+ 6,000,000元= 10,000,000元（方案2的得失）。假如全面自動化和用工人所得的營業額一樣的話，對一個老闆來說，他會比較有誘因選擇全面自動化（選擇對自己最有利的方案）。